# L'Appartement des filles
Pour plus de détails, voir Fiche technique et Distribution.
L’Appartement des filles est un film franco-italo-allemand réalisé par Michel Deville et sorti en 1963.

## Synopsis
Tibère, séduisant membre d'une bande de trafiquants, use de ses charmes pour nouer une relation avec une hôtesse de l’air susceptible de l’aider à acheminer en fraude de l'or vers Bombay. Il séduit Elena, hôtesse sur la ligne de Calcutta mais celle-ci partage son appartement avec deux autres hôtesses, Lolotte et Mélanie. L'amour va s’en mêler en transformant Tibère et ses plans.

## Fiche technique
Sauf indication contraire, les informations mentionnées dans cette section peuvent être confirmées par les bases de données cinématographiques  présentes dans la section « Liens externes ».
- Titre d'origine : L’Appartement des filles
- Titre italien : L’Appartemento delle ragazze
- Titre allemand : Gangster, Gold und flotte Mädchen
- Réalisation :	Michel Deville
- Scénario : Michel Deville et Nina Companeez d’après le roman éponyme de Jacques Robert (1963)
  - Dialogues : Nina Companeez
- Musique :  Jean Dalve alias Jean-Jacques Grünenwald
- Direction de la photographie : Claude Lecomte
- Son : André Hervé
- Décors : Henri Schmitt
- Costumes : Ted Lapidus (uniformes d’hôtesses)
- Montage : Nina Companeez
- Photographe de plateau : Yves Mirkine
- Affiche : Jean Mascii (France)
- Production : Paul Graetz
- Sociétés de production : Transcontinental Films (Paris), Produzioni Intercontinentali SPA (Rome), Consul-Filmverleih (Munich)
- Sociétés de distribution : UGC, Les Films Sirius, La Compagnie de Distribution Cinématographique
- Pays de production :  Allemagne de l'Ouest,  France,  Italie
- Langue originale : français
- Format : noir et blanc et couleur (générique de fin) — 1,66:1 — 35 mm — son mono (Magnaphone Westrex)
- Genre : comédie policière
- Durée : 87 minutes
- Date de sortie : 
  - France : 4 novembre 1963

## Distribution
Sauf indication contraire, les informations mentionnées dans cette section peuvent être confirmées par les bases de données cinématographiques  présentes dans la section « Liens externes ».
- Mylène Demongeot : Mélanie
- Sylva Koscina : Elena
- Renate Ewert : Lolotte
- Sami Frey : Tibère
- Jean-François Calvé : Christophe
- Daniel Ceccaldi : François

## Production
Mylène Demongeot évoque la genèse du film et sa participation dans son autobiographie, Tiroirs secrets : « Paul Graetz m'a proposé un film policier, L'Appartement des filles, du romancier Jacques Robert, mais il n'est pas content du scénario… Je lui suggère Michel et Nina. L'affaire se fait et le sujet, policier à la base, se transforme en comédie. Graetz monte une coproduction Allemagne-Italie, dont une actrice yougoslave travaillant beaucoup en Italie, Sylva Koscina, et une actrice allemande, Renate Ewert. […] Notre jeune premier sera Sami Frey. […] Dans ce film, je suis mince comme je ne le serai jamais plus ! […] Je n'ai pas revu ce film depuis des années, je ne crois pas que Michel en soit très content, moi non plus… Ce n'est pas un souvenir inoubliable pour chacun de nous. »
Le film est tourné aux Studios Éclair d’Épinay-sur-Seine.

## Vidéographie
- 2008 : Coffret volume 1 Michel Deville (films de 1960 à 1964, Ce soir ou jamais, Adorable Menteuse, À cause, à cause d'une femme, L'Appartement des filles, Lucky Jo), 5 DVD remastérisés, Éléfilm Distribution, France.